# Contea di Washington (Nebraska)
La contea di Washington (in inglese Washington County) è una contea dello Stato del Nebraska, negli Stati Uniti. La popolazione al censimento del 2000 era di 18 780 abitanti. Il capoluogo di contea è Blair.